# 社寮 (基隆市)
社寮，是臺灣基隆市中正區的一個地名，位於該區北部，包括南側的台灣本島部分及北側的和平島等島嶼部分。

## 歷史

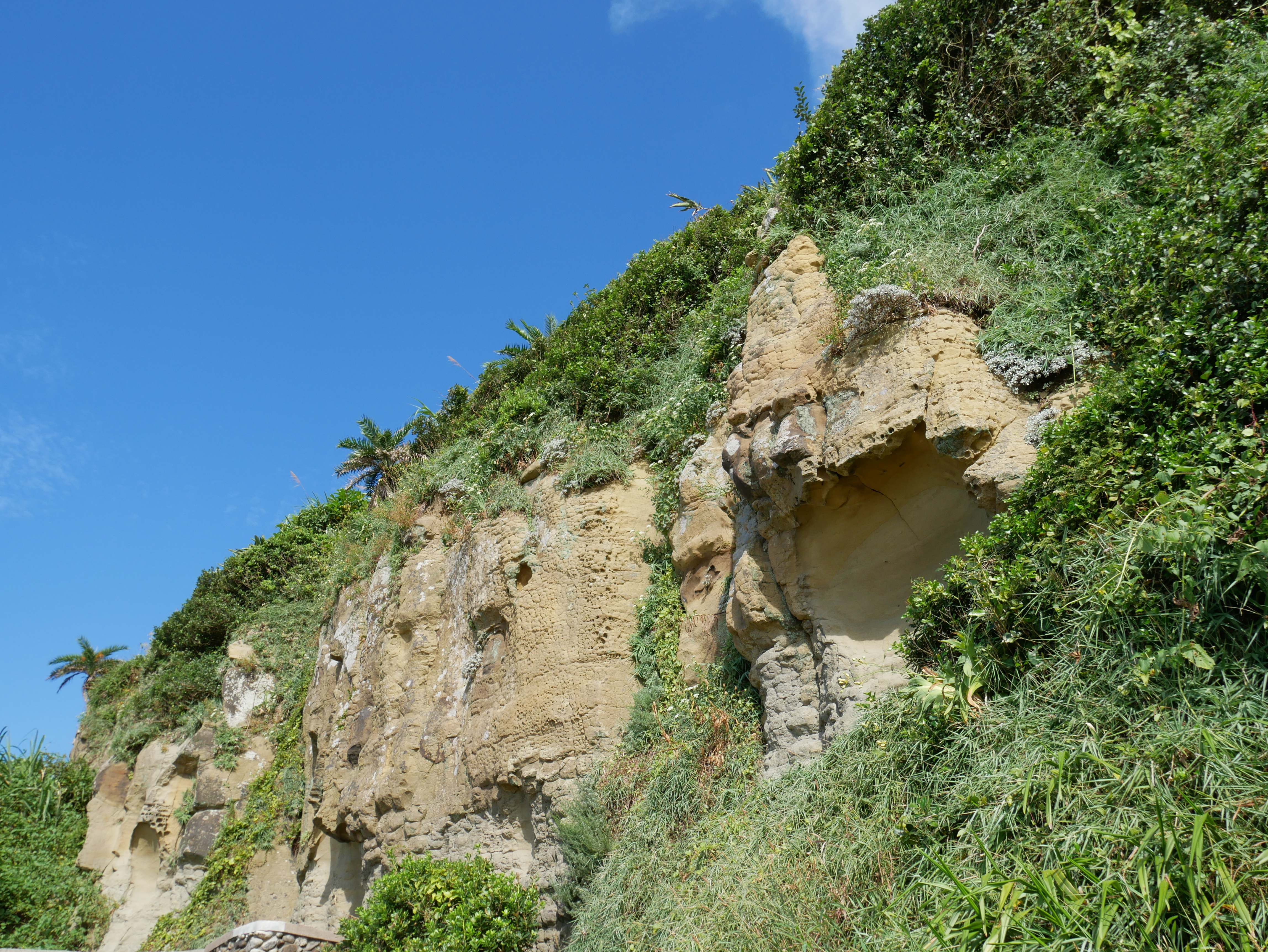
中山仔嶼海蝕崖

台灣清治末期，社寮地區為一街庄，稱為「社藔庄」，隸屬於基隆堡。該庄北大半部臨海，東南與八斗仔庄、深澳坑庄為鄰，南及西南與大沙灣庄為鄰。
1901年（日治明治三十四年）11月，該庄隸屬於基隆廳，編入第一區。1905年（明治三十八年）7月，第一區、第二區合併為「基隆區」。1920年（大正九年），該庄改制並雅化為「社寮」大字，隸屬於臺北州基隆郡基隆街，大字下有「社寮島」、「八尺門」小字名。1924年10月，基隆街升格為州轄基隆市。
戰後基隆市改制為省轄市，社寮地區編入第一區，大字改制為里。1946年，第一區改稱中正區，本地區仍屬之。因人口增加，本地區已細分為多個里。

## 交通
省道台2線即北部濱海公路，經過社寮地區台灣本島部分的北部及中部，往西南轉南可至基隆市區、金山、石門、淡水等地，往東南轉東可至瑞芳、貢寮、頭城、蘇澳等地。

## 學校
- 國立臺灣海洋大學
- 忠孝國小
- 和平國小

## 文化資產
- 和平島龍目井（歷史建築）

## 廟宇
- 和平島天后宮（媽社廟）
- 社寮外嶋集善堂（陰廟）